# Ksantozin monofosfat
Ksantozin monofosfat (XMP) je intermedijer u purinskom metabolizmu. On je ribonukleosidni monofosfat. XMP se formira iz inozin monofosfata posredstvom IMP dehidrogenaze, dok se guanozin monofosfat (GMP) formira posredstvom GMP sintaze.

## Literatura
- McMurry, John (2007). Organic chemistry: a biological approach. Cengage Learning. стр. 1007—. ISBN 978-0-495-01525-3. Приступљено 26. 3. 2012.
- Sigel, H; Operschall, BP; Griesser, R (2009). „Xanthosine 5'-monophosphate (XMP). Acid-base and metal ion-binding properties of a chameleon-like nucleotide”. Chemical Society reviews. 38 (8): 2465—94. PMID 19623361. doi:10.1039/b902181g.
- Egli, M; Pallan, PS (2010). „Crystallographic studies of chemically modified nucleic acids: A backward glance”. Chemistry & Biodiversity. 7 (1): 60—89. PMC 2905155 . PMID 20087997. doi:10.1002/cbdv.200900177.